# Paraphenice bicondita
Paraphenice bicondita är en insektsart som beskrevs av Van Stalle 1986. Paraphenice bicondita ingår i släktet Paraphenice och familjen Derbidae. Inga underarter finns listade i Catalogue of Life.